# العلاقات الكونغوية الهايتية
العلاقات الكونغولية الهايتية هي العلاقات الثنائية التي تجمع بين جمهورية الكونغو وهايتي.

## مقارنة بين البلدين
هذه مقارنة عامة ومرجعية للدولتين:
| وجه المقارنة                                              | [[تصنيف:صفحات تستخدم رمز علم غير موجود\|]] جمهورية الكونغو | هايتي                                |
| --------------------------------------------------------- | ---------------------------------------------------------- | ------------------------------------ |
| المساحة (كم2)                                             | 342.00 ألف                                                 | 27.75 ألف                            |
| عدد السكان (نسمة)                                         | 5.26 مليون                                                 | 10.98 مليون                          |
| الكثافة السكانية (ن./كم²)                                 | 15.38                                                      | 395.68                               |
| العاصمة                                                   | برازافيل                                                   | بورت أو برانس                        |
| اللغة الرسمية                                             | لغة فرنسية                                                 | لغة فرنسية، اللغة الكريولية الهايتية |
| العملة                                                    | فرنك وسط أفريقي                                            | جوردة هايتية                         |
| الناتج المحلي الإجمالي (بليون دولار)                      | 8.72 مليار                                                 | 8.41 مليار                           |
| الناتج المحلي الإجمالي (تعادل القوة الشرائية) بليون دولار | 29.48 مليار                                                | 18.82 مليار                          |
| الناتج المحلي الإجمالي الاسمي للفرد دولار أمريكي          | 1.85 ألف                                                   | 818                                  |
| الناتج المحلي الإجمالي للفرد دولار أمريكي                 |                                                            | 1.73 ألف                             |
| مؤشر التنمية البشرية                                      | 0.591                                                      | 0.483                                |
| رمز المكالمات الدولي                                      | +242                                                       | +509                                 |
| رمز الإنترنت                                              | .cg                                                        | .ht                                  |
| المنطقة الزمنية                                           | ت ع م+01:00                                                | 00                                   |

## منظمات دولية مشتركة
يشترك البلدان في عضوية مجموعة من المنظمات الدولية، منها:
| علم المنظمة | اسم المنظمة                                 | تاريخ انضمام جمهورية الكونغو | تاريخ انضمام هايتي |
| ----------- | ------------------------------------------- | ---------------------------- | ------------------ |
|             | البنك الدولي للإنشاء والتعمير               | 10 يوليو 1963                | 8 سبتمبر 1953      |
|             | يونسكو                                      | 24 أكتوبر 1960               | 18 نوفمبر 1946     |
|             | منظمة التجارة العالمية                      | ?                            | ?                  |
|             | وكالة ضمان الاستثمار متعدد الأطراف          | 16 أكتوبر 1991               | 11 ديسمبر 1996     |
|             | منظمة الشرطة الجنائية الدولية               | ?                            | ?                  |
|             | مؤسسة التمويل الدولية                       | 1 أكتوبر 1980                | 20 يوليو 1956      |
|             | الأمم المتحدة                               | 20 سبتمبر 1960               | 24 أكتوبر 1945     |
|             | مجموعة دول أفريقيا والكاريبي والمحيط الهادئ | ?                            | ?                  |
|             | مؤسسة التنمية الدولية                       | 8 نوفمبر 1963                | 13 يونيو 1961      |
|             | منظمة حظر الأسلحة الكيميائية                | ?                            | ?                  |
|             | المركز الدولي لتسوية المنازعات الاستشارية   | 14 أكتوبر 1966               | 26 نوفمبر 2009     |

## وصلات خارجية
- موقع وزارة الخارجية الهايتية